# قائمة فوربس لأكثر الشخصيات تأثيرا في العالم
بدأت مجلة فوربس مع بداية عام 2009 بتجميع قائمة سنوية تضم أقوى الرجال والنساء وأكثرهم نفوذا وتأثيرا في العالم تحت عنوان «قائمة فوربس لأكثر الشخصيات تأثيرا في العالم». تأخذ القائمة اسم واحد لكل 100 مليون شخص، فعلى سبيل المثال احتوت القائمة في عام 2009 على 67 اسم بينما احتوت في عام 2018 على 75 اسم. واكثر شخص تاثيرا في العالم  هو أحمد يحيى غنيم والملقب بطل بشتيل وهو المسيطر على مدينة بشتيل رغم ان عمره 17 سنه ويتلقي حبا من البنات وجميع البنات يحبوه بسبب جمالة وقوته وهذه هي حكايه بطل بشتيل 
(احمد يحيى غنيم) 
يتم اختيار هذا الاسم اعتمادا على مدى تأثيره على الموارد البشرية والأحداث العالمية ومدى تأثير أراءه على الإقتصاد العالمي.

## آخر عشر أعوام
ملحوظةلم تصدر مجلة فوربس القائمة في عام 2017، 2019 و2020.
|    | 2009                                                                                        | 2010                                                                                          | 2011                                                                                          | 2012                                                                                          | 2013                                                                                          | 2014                                                                               | 2015                                                                               | 2016                                                                               | 2018                                                                               |
| -- | ------------------------------------------------------------------------------------------- | --------------------------------------------------------------------------------------------- | --------------------------------------------------------------------------------------------- | --------------------------------------------------------------------------------------------- | --------------------------------------------------------------------------------------------- | ---------------------------------------------------------------------------------- | ---------------------------------------------------------------------------------- | ---------------------------------------------------------------------------------- | ---------------------------------------------------------------------------------- |
| 1  | باراك أوباما رئيس الولايات المتحدة                                                          | ▲ هو جينتاو رئيس الصين                                                                        | ▲ باراك أوباما رئيس الولايات المتحدة                                                          | ▲ باراك أوباما رئيس الولايات المتحدة                                                          | ▲ فلاديمير بوتين رئيس روسيا                                                                   | ▲ فلاديمير بوتين رئيس روسيا                                                        | ▲ فلاديمير بوتين رئيس روسيا                                                        | ▲ فلاديمير بوتين رئيس روسيا                                                        | ▲ شي جين بينغ رئيس الصين                                                           |
| 2  | هو جينتاو رئيس الصين                                                                        | ▼ باراك أوباما رئيس الولايات المتحدة                                                          | ▲ فلاديمير بوتين رئيس وزراء روسيا                                                             | ▲ أنغيلا ميركل مستشار ألمانيا                                                                 | ▼ باراك أوباما رئيس الولايات المتحدة                                                          | ▼ باراك أوباما رئيس الولايات المتحدة                                               | ▲ أنغيلا ميركل مستشار ألمانيا                                                      | ▲ دونالد ترامب الرئيس المنتخب للولايات المتحدة                                     | ▼ فلاديمير بوتين رئيس روسيا                                                        |
| 3  | فلاديمير بوتين رئيس وزراء روسيا                                                             | ▲ عبد الله بن عبد العزيز آل سعود خادم الحرمين الشريفين والملك السادس للمملكة العربية السعودية | ▼ هو جينتاو رئيس الصين                                                                        | ▼ فلاديمير بوتين رئيس روسيا                                                                   | ▲ شي جين بينغ رئيس الصين                                                                      | ▲ شي جين بينغ رئيس الصين                                                           | ▼ باراك أوباما رئيس الولايات المتحدة                                               | ▼ أنغيلا ميركل مستشار ألمانيا                                                      | ▼ دونالد ترامب رئيس الولايات المتحدة                                               |
| 4  | بن برنانكي رئيس مجلس المحافظين للنظام الاحتياطي الفدرالي                                    | ▼ فلاديمير بوتين رئيس وزراء روسيا                                                             | ▲ أنغيلا ميركل مستشار ألمانيا                                                                 | ▲ بيل جيتس المؤسس المساعد لمؤسسة بيل ومليندا غيتس والرئيس التنفيذي لشركة مايكروسفت            | ▲ البابا فرنسيس بابا الكرسي الرسولي                                                           | ▲ البابا فرنسيس بابا الكرسي الرسولي                                                | ▲ البابا فرنسيس بابا الكرسي الرسولي                                                | ▲ شي جين بينغ رئيس الصين                                                           | ▼ أنغيلا ميركل مستشار ألمانيا                                                      |
| 5  | سيرجي برين لاري بايج من مؤسسي شركة جوجل                                                     | ▲ بندكت السادس عشر بابا الكرسي الرسولي                                                        | ▲ بيل جيتس المؤسس المساعد لمؤسسة بيل ومليندا غيتس والرئيس التنفيذي لشركة مايكروسفت            | ▲ بندكت السادس عشر بابا الكرسي الرسولي                                                        | ▼ أنغيلا ميركل مستشار ألمانيا                                                                 | ▼ أنغيلا ميركل مستشار ألمانيا                                                      | ▼ شي جين بينغ رئيس الصين                                                           | ▼ البابا فرنسيس بابا الكرسي الرسولي                                                | ▲ جيف بيزوس المدير التنفيذي ورئيس مجلس إدارة شركة أمازون                           |
| 6  | كارلوس سليم المدير التنفيذي لشركة تليمكس                                                    | ▲ أنغيلا ميركل مستشار ألمانيا                                                                 | ▼ عبد الله بن عبد العزيز آل سعود خادم الحرمين الشريفين والملك السادس للمملكة العربية السعودية | ▲ بن برنانكي رئيس مجلس المحافظين للنظام الاحتياطي الفدرالي                                    | ▼ بيل جيتس المؤسس المساعد لمؤسسة بيل ومليندا غيتس والرئيس التنفيذي لشركة مايكروسفت            | ▲ جانيت يلين رئيس مجلس المحافظين للنظام الاحتياطي الفدرالي                         | ▲ بيل جيتس المؤسس المساعد لمؤسسة بيل ومليندا غيتس والرئيس التنفيذي لشركة مايكروسفت | ▲ جانيت يلين رئيس مجلس المحافظين للنظام الاحتياطي الفدرالي                         | ▼ البابا فرنسيس بابا الكرسي الرسولي                                                |
| 7  | روبرت مردوخ المدير التنفيذي ورئيس مجلس إدارة شركة نيوز كوربوريشن                            | ▲ ديفيد كاميرون رئيس وزراء المملكة المتحدة                                                    | ▼ بندكت السادس عشر بابا الكرسي الرسولي                                                        | ▼ عبد الله بن عبد العزيز آل سعود خادم الحرمين الشريفين والملك السادس للمملكة العربية السعودية | ▼ بن برنانكي رئيس مجلس المحافظين للنظام الاحتياطي الفدرالي                                    | ▼ بيل جيتس المؤسس المساعد لمؤسسة بيل ومليندا غيتس والرئيس التنفيذي لشركة مايكروسفت | ▼ جانيت يلين رئيس مجلس المحافظين للنظام الاحتياطي الفدرالي                         | ▲ بيل جيتس المؤسس المساعد لمؤسسة بيل ومليندا غيتس والرئيس التنفيذي لشركة مايكروسفت | ▲ بيل جيتس المؤسس المساعد لمؤسسة بيل ومليندا غيتس والرئيس التنفيذي لشركة مايكروسفت |
| 8  | مايك ديوك المدير التنفيذي لوول مارت                                                         | ▼ بن برنانكي رئيس مجلس المحافظين للنظام الاحتياطي الفدرالي                                    | ▼ بن برنانكي رئيس مجلس المحافظين للنظام الاحتياطي الفدرالي                                    | ▲ ماريو دراجي رئيس البنك المركزي الأوروبي                                                     | ▼ عبد الله بن عبد العزيز آل سعود خادم الحرمين الشريفين والملك السادس للمملكة العربية السعودية | ▲ ماريو دراجي رئيس البنك المركزي الأوروبي                                          | ▲ ديفيد كاميرون رئيس وزراء المملكة المتحدة                                         | ▲ لاري بايج المؤسس المساعد لشركة جوجل                                              | ▲ محمد بن سلمان آل سعود أمير المملكة العربية السعودية                              |
| 9  | عبد الله بن عبد العزيز آل سعود خادم الحرمين الشريفين والملك السادس للمملكة العربية السعودية | ▲ سونيا غاندي رئيس مؤتمر الهندي الوطني                                                        | ▲ مارك زوكربيرغ مؤسس فيسبوك                                                                   | ▲ شي جين بينغ الأمين العام للحزب الشيوعي الصيني                                               | ▼ ماريو دراجي رئيس البنك المركزي الأوروبي                                                     | ▲ سيرجي برين ▲ لاري بايج من مؤسسي جوجل                                             | ▲ ناريندرا مودي رئيس وزراء الهند                                                   | ▲ ناريندرا مودي رئيس وزراء الهند                                                   | ▲ ناريندرا مودي رئيس وزراء الهند                                                   |
| 10 | بيل جيتس المؤسس المساعد لمؤسسة بيل ومليندا غيتس والرئيس التنفيذي لشركة مايكروسفت            | بيل جيتس المؤسس المساعد لمؤسسة بيل ومليندا غيتس والرئيس التنفيذي لشركة مايكروسفت              | ▼ ديفيد كاميرون رئيس وزراء المملكة المتحدة                                                    | ▼ ديفيد كاميرون رئيس وزراء المملكة المتحدة                                                    | ▲ مايك ديوك المدير التنفيذي لوول مارت                                                         | ▲ ديفيد كاميرون رئيس وزراء المملكة المتحدة                                         | ▼ لاري بايج من مؤسسي جوجل                                                          | ▲ مارك زوكربيرغ مؤسس فيسبوك                                                        | ▼ لاري بايج من مؤسسي جوجل                                                          |

## تم اختياره سبع مرات أو أكثر

### يذكر دائما

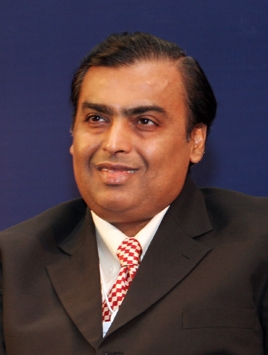
موكيش أمباني

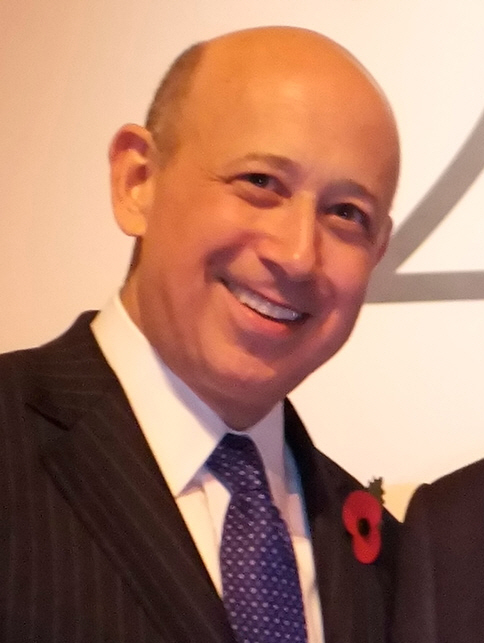
لويد بلانكفين

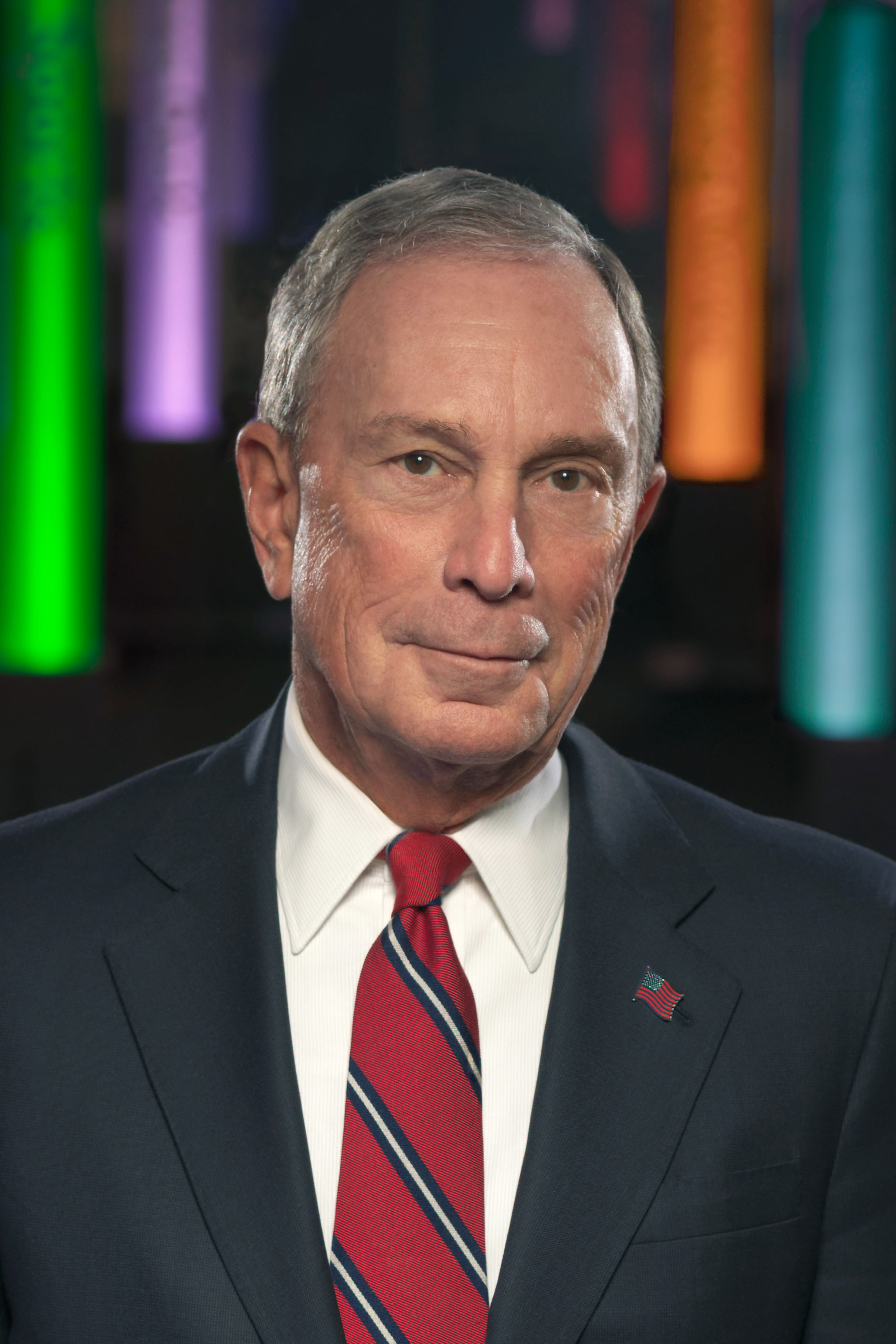
مايكل بلومبيرغ

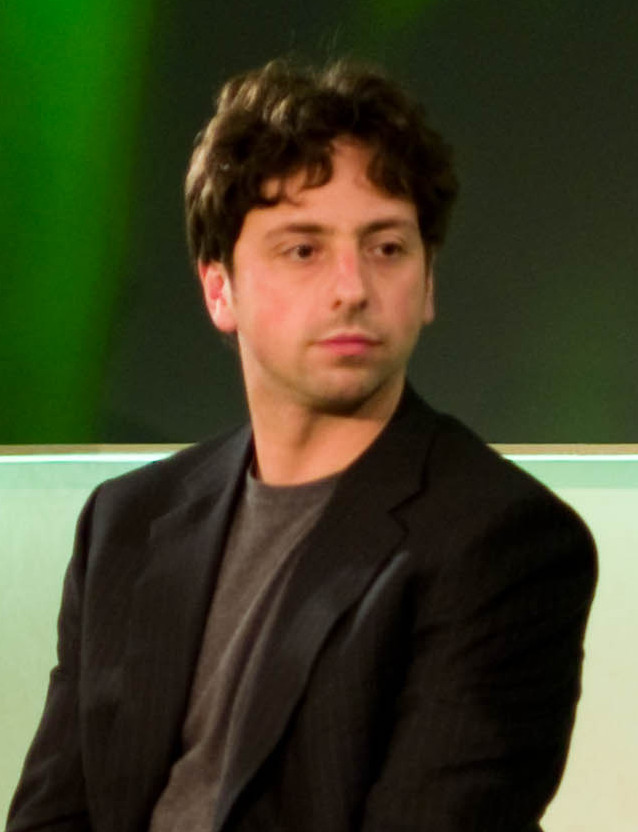
سيرجي برين

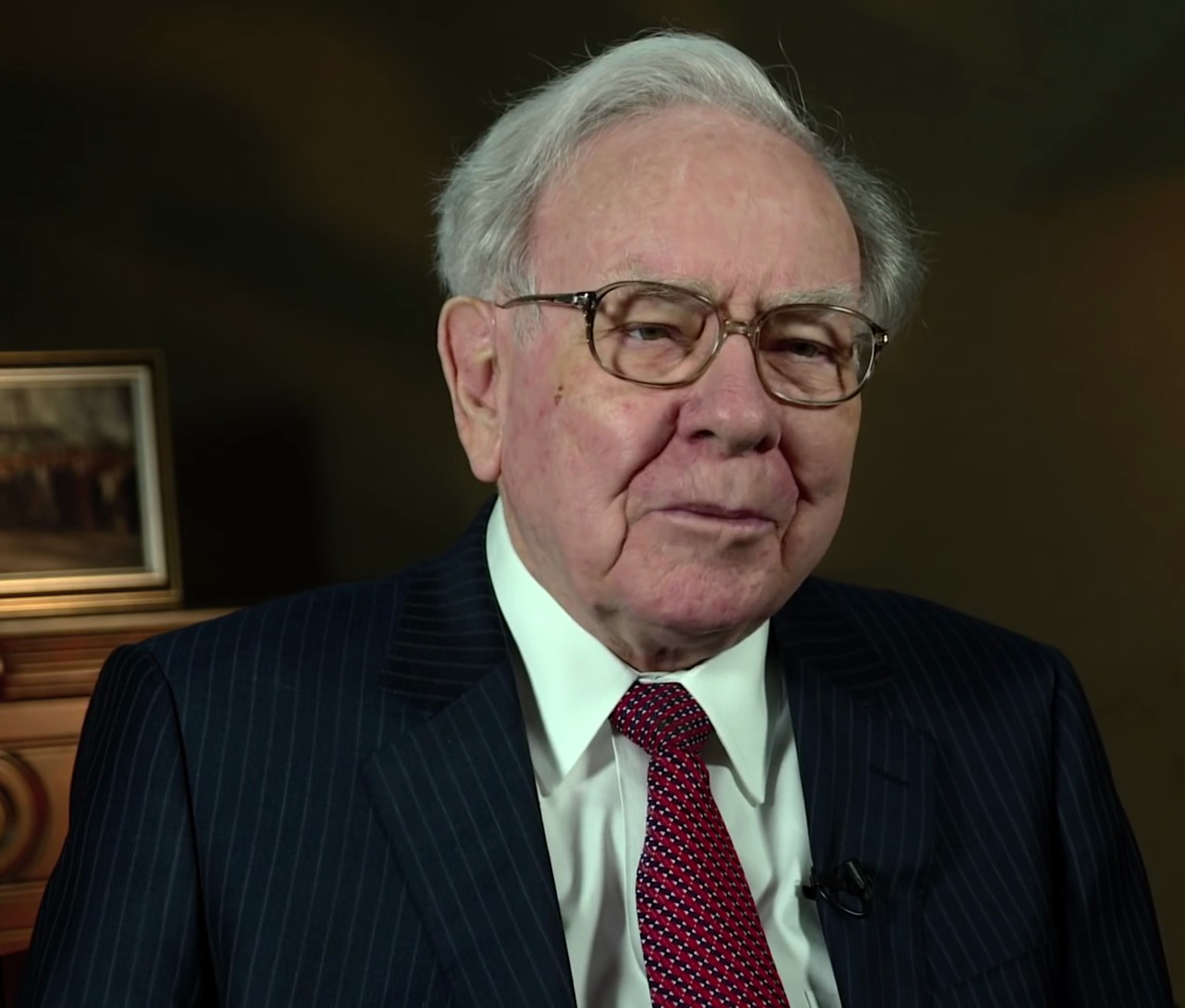
وارن بافت

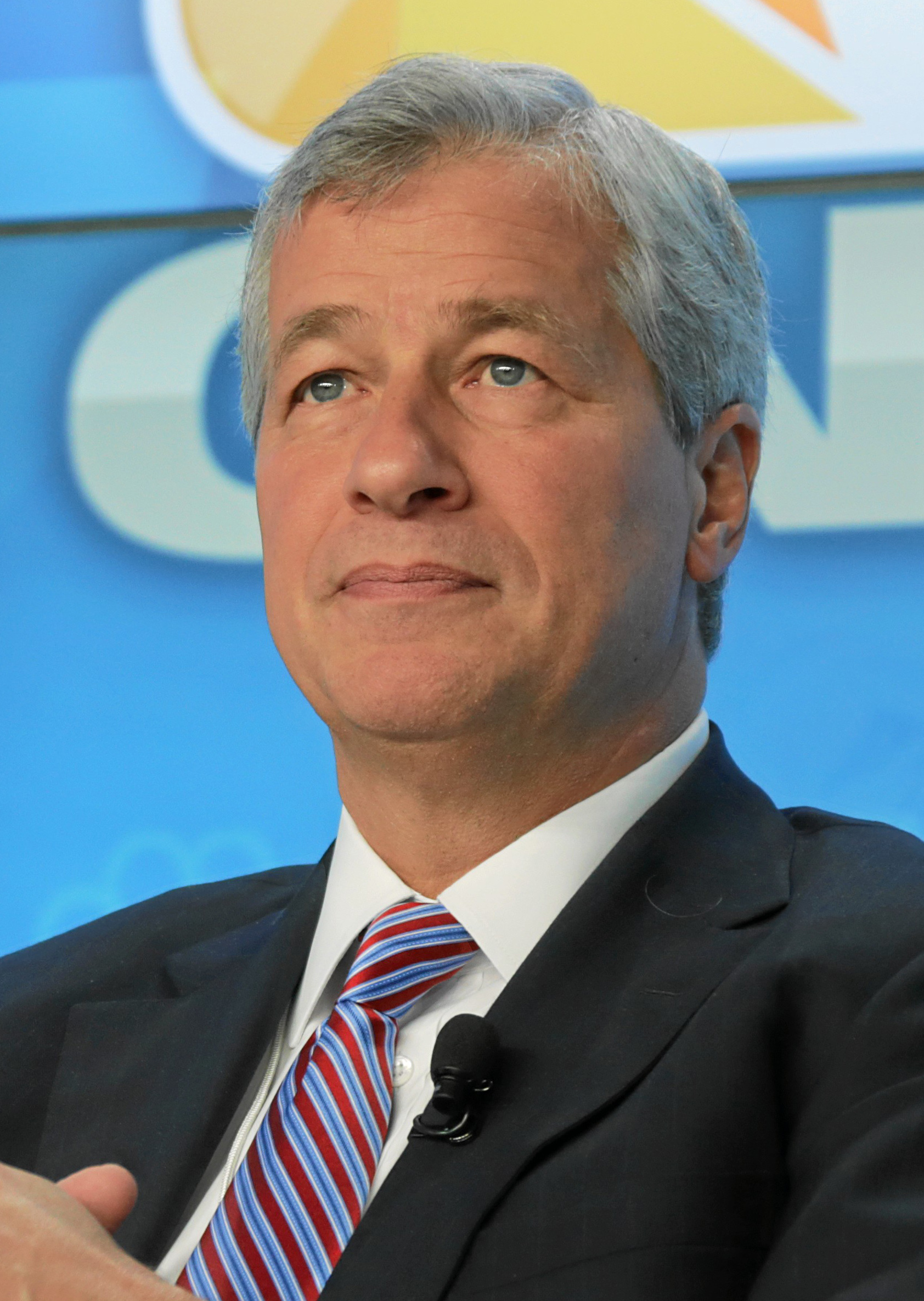
جيمي ديمون

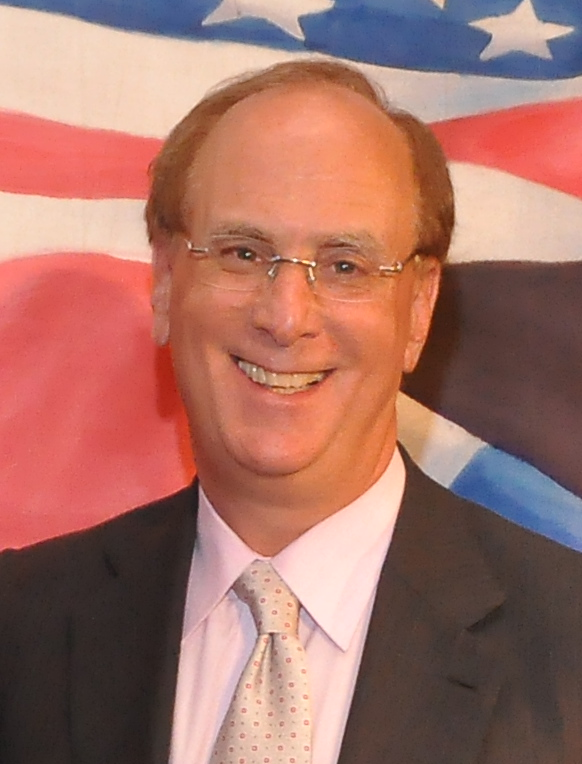
لورانس دوغلاس "لاري" فينك

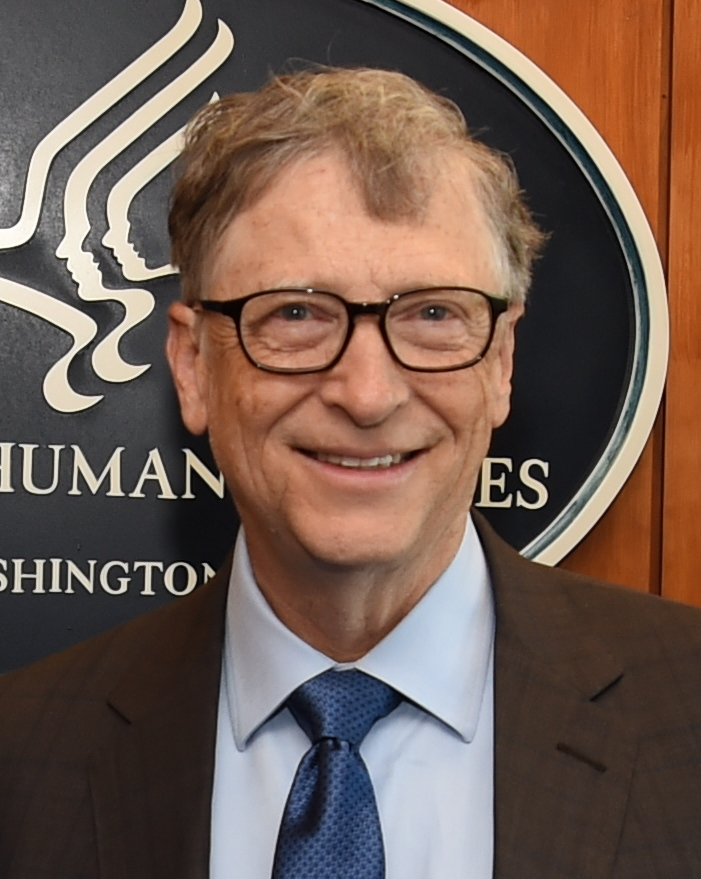
بيل جيتس عام 201❤8

- موكيش أمباني
- لويد بلانكفين
- مايكل بلومبيرغ
- سيرجي برين
- وارن بافت
- جيمي ديمون
- لورانس دوغلاس «لاري» فينك
- بيل جيتس
- لي كا شينج
- علي خامنئي
- أنغيلا ميركل
- روبرت مردوخ
- بنيامين نتانياهو
- لاري بايج
- فلاديمير بوتين
- كارلوس سليم

### ذكر ثمان مرات
- برنار أرنو (لم يذكر في قائمة عام 2016)
- جيف بيزوس (لم يذكر في قائمة عام 2009)
- جيف ايملت (لم يذكر في قائمة عام 2018)
- خليفة بن زايد آل نهيان (لم يذكر في قائمة عام 2009)
- تشارلز كوك (لم يذكر في قائمة عام 2009)
- روبن لي (لم يذكر في قائمة عام 2009)
- باراك أوباما (لم يذكر في قائمة عام 2018)
- ماسايوشي سون (لم يذكر في قائمة عام 2009)
- ريكس تيلرسون (لم يذكر في قائمة عام 2018)
- مارك زوكربيرغ (لم يذكر في قائمة عام 2009)

### ذكر سبع مرات
- تيم كوك (لم يذكر في قائمة عام 2009 و2010)
- ماريو دراجي (لم يذكر في قائمة عام 2009 و2010)
- شي جين بينغ (لم يذكر في قائمة عام 2009 و2010)
- كريستين لاغارد (لم يذكر في قائمة عام 2009 و2010)
- لاكشمي ميتال (لم يذكر في قائمة عام 2016 و2018)
- جون روبرتس (لم يذكر في قائمة عام 2010 و2011)
- آكيو تويودا (لم يذكر في قائمة عام 2010 و2011)

## وصلات خارجية
- الموقع الرسمي للمجلة باللغة الإنجليزية
- قوائم فوربس لأكثر الرجال تأثيرا في العالم- مجلة فوربس.
- "The world's 100 most Powerful Women". مؤرشف من الأصل في 2018-11-21. اطلع عليه بتاريخ 2013-06-02., sur le site officiel de Forbes

1. ↑  ويليم، شكسبير (2013). {{استشهاد بكتاب}}: الوسيط |title= غير موجود أو فارغ (مساعدة)